# Bob Lavoy
Robert William Lavoy, detto Bob (Aurora, 29 giugno 1926 – Tampa, 18 dicembre 2010), è stato un cestista e allenatore di pallacanestro statunitense, professionista nella NBA.

## Carriera
Venne selezionato dagli Indianapolis Olympians al primo giro del Draft NBA 1950 (8ª scelta assoluta).